# ハイソフト科技（国際）集団公司
海輝軟件（国際）集団公司（英文名称：hiSoft Technology International, Limited）は、一般にハイソフトと称され、1996年以来、全世界の顧客に対し IT、研究開発、業務プロセスの請負サービスを世界に通用するレベルで提供し、その重点顧客は、ソフトウェア、ハードウェア、通信、金融サービス、製薬、製造の各分野でフォーチュン500社にランクインする企業である。ハイソフトは、品質とセキュリティを第一に考え、CMM5、ISO 9001、Six Sigma、ISO 27001、SAS70、PIPA などを取得している。日本、アメリカ、シンガポール、中国に16の拠点を構え、オンサイトとオフショアをフレキシブルに組み合わせたデリバリーサービスを提供し、きめ細やかな対応とローコスト化を理想的な形で実現している。(NASDAQ: HSFT)
会社標語は、「品質及びセキュリティー　信用の保障」（Quality & Security Made Certain）。
2006年「IAOP世界アウトソーシング企業トップ100」に選ばれ、その次の四年間（2007年、2008年、2009年、2010年）も引き続き選ばれている。2008年でランキング20位、そのランキングにおける最高の中国会社である。
2012年11月にバンスインフォ・テクノロジーズ（文思科技、本社：北京）と対等合併して、パクテラ・テクノロジー（Pactera Technology、本社：北京）となり、日本支社はパクテラ・テクノロジー・ジャパンと呼ばれる。

## 会社概要
ハイソフトには現在4500名以上の従業員がいて、300名のオンショア技術者と業界専門家、3500名以上のオフショアエンジニアを含んである。近年来、ハイソフトは急激に発展し、中国の7都市に支社・開発センターを設立している。ハイソフトはソフトウエア開発、品質保証、テスト、また独立ソフトウエアサプライヤーと他かの企業に様々なITアウトソーシング（ITO）とビジネス・プロセス・アウトソーシング（BPO）を行なっている。IDC2008年と2009年のランキングで、自身成長と買収により、ハイソフトはすでに中国で2番目に大きなITアウトソーシング・サービス・サプライヤーとなった。Envisage Solutions、Ensemble InternationalとTeksen Systemsを買収したほかに、海外買収合併、提携パートナー関係の締結、合資などの方式を通じて、アメリカ、イギリス、シンガポール、日本などで支社を設立している。
上場会社ではないが、Draper Fisher Jurvetson（投資会社）、Granite Global Ventures（同）、GE Commercial Finance（同）、世界銀行のInternational Finance Corporation、Intel Capital、JAFCO、三菱東京UFJ銀行が管理するGreater China Trust（ファンド）、住友商事などから投資を受けていることを公表している。

## 受賞及び認証

### 業務
- 中国系アウトソーシング企業として、IAOPによる「グローバルアウトソーシング企業トップ100社」に最初に認定され、以降、5年間引き続き選出された（2006～2010年）。
- NeoITによって、「2009年グローバルITサービストップ100」に選出された。
- IDCによる「中国ITアウトソーシングサービスプロバイダー」に、2005年より継続的に10位以内にランクインするとともに、2008年、2009年において2位に選出された。
- 中国情報産業部による「R&D領域におけるソフトウェアアウトソーシング企業トップ10」に、2位に選出された。
- Deloitteによる「中国ハイテク急成長トップ50社」に、2005年にITアウトソーシング企業として唯一選出され、その後2006 - 2008年の3年間も継続的に選出された。
- 2007年に大連市人事局より「従業員にとってベストな会社」として表彰された。
- 2007年8月Idiom技術会社に「プラチナ授権解決案サプライヤー」と認証された。
- 2005年マイクロソフトウエアに「優秀アウトソーシングテストパートナー」と授与された。
- 2009年12月15日、マイクロソフトに「2009年マイクロソフトサプライヤープロジェクト最高価値賞」と授与された。
- 2009年12月20日、「輝かしい60年、中国IT業界最高なアウトソーシングサービス金賞」と受賞された。
- 2009年06月26日に、「中国における最も実力を持つオフショアソフトウエアアウトソーシング会社トップ10」に認証された。
- 2009年06月24日、「サービスアウトソーシングリーダー企業トップ10」と授与された。

### 品質
- 全社レベルでのSEI-CMM 5を中国初で取得。（2003年3月）
- 最新ISO-9001:2000認証を合格。(2006年11月)
- Common Sense Advisoryによる「2008年世界翻訳企業トップ25」に中国企業として唯一選ばれた。
- 「全世界言語能力トップ30社」に選ばれ、利益成長がランキング一位。（2007年-2008年）
- GE会社による最初＆最大のグローバル開発センターに認証された。（2002年）

### セキュリティー
- SAS70 Type II Auditを中国初で取得。（2005年）
- DNV ISO27001セキュリティーの認証を取得。（2006年11月）
- 大連ソフトウェア業界協会による「個人情報保護評価制度（PIPA）」の認証を取得。（2009年７月）

## サービス
ハイソフトの業務は主に金融サービス、ハイテク、製造業、自動車産業 、通信産業、製薬業を含んで、ITアウトソーシング及びビジネスプロセスアウトソーシングサービスを提供する。
ハイソフトはクライアントと共に協力し、新しいシステムを開発・部署、既存したシステムの補強と移行などを実施する。ハイソフトのサービスは要件定義から、分析、ソフトウエアの実施及び応用管理まで、つまりライフサイクル全体をカバーする。特にソフトウェアテスト、現地化及びグローバリゼーションサービスの面においてよく高い評価をもらって、ハイソフトの特色なサービス項目になった。

### クライアント
ハイソフトは世界中における80以上のクライアントを持って、4分の１はフォーチュン500会社である。マイクロソフト、IBM、Intel、Ingersoll Rand、Citrix、Noble Energy、Autodesk、Symantec、BEA、ORACAL、HP、Experian、SUN、Nissen Group、OLYMPUS、ADP、Quest、三菱自動車会社及び東芝会社など。